# Будки (Сумская область)
Будки (укр. Будки) — село,
Рыжевский сельский совет,
Белопольский район,
Сумская область,
Украина.
Код КОАТУУ — 5920687403. Население по переписи 2001 года составляет 62 человека .

## Географическое положение
Село Будки находится у истоков реки Волфа.
На расстоянии до 1,5 км расположены сёла Голышевское и Искрисковщина.
Рядом находится граница с Россией.
В 1-м км от села проходит автомобильная дорога Т-1918.

## История
- Поблизости села Будки обнаружены курганный могильник скифских времен (VII-III вв до н.э.) и древнерусское городище (IX-XII в.).